# Baryonyx
A Baryonyx a hüllők (Reptilia) osztályának dinoszauruszok (Dinosauria) csoportjába, ezen belül a hüllőmedencéjűek (Saurischia) rendjébe, a Theropoda alrendjébe és a Spinosauridae családjába tartozó nem.
A Baryonyx (jelentése „nehéz karom”, az ógörög barisz (βαρύς) jelentése "nehéz" vagy "erős", az onyx (ὄνυξ) pedig "karom" vagy "penge") egy ragadozó dinoszaurusz volt, amelyet az angliai Dorkingtól délre levő agyag rétegben és Spanyolországban fedeztek fel. Az angliai példány nagy része, egy fiatal egyedtől származik, míg a spanyolországi maradványok töredékes koponyák és megkövesedett lábnyomok. A Baryonyx 130–125 millió évvel élt ezelőtt, a kora kréta korszakban.
A Baryonyx azokhoz a ritka dinoszauruszokhoz tartozik, amelyek halevők voltak. A halevő dinoszauruszoknak a pofavége lehajlott, keskeny állkapcsukban recés fogak ültek és karjaikon kampó alakú karmok voltak, melyek segítették a halászásban.

## Megjelenése

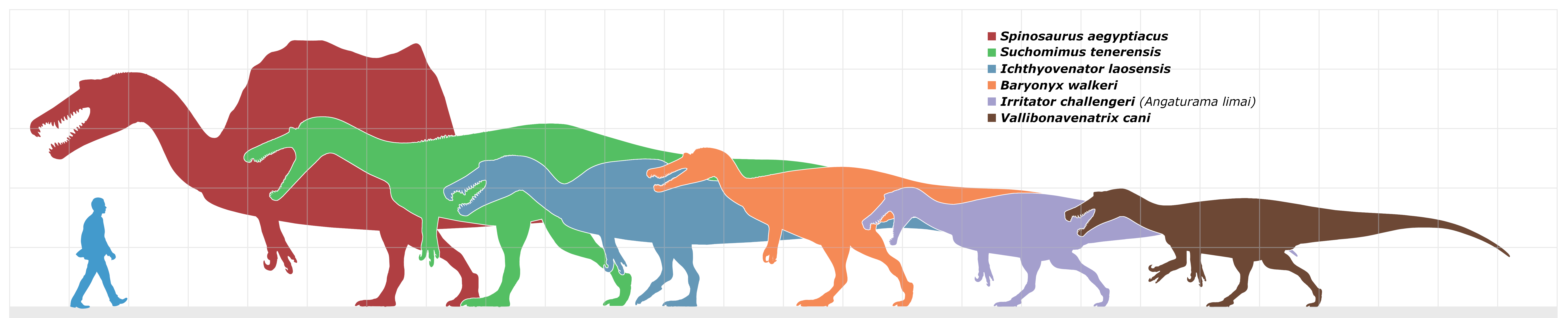
Néhány spinosaurida, köztük a narancs színnel jelölt Baryonyx és az ember méretének összehasonlítása

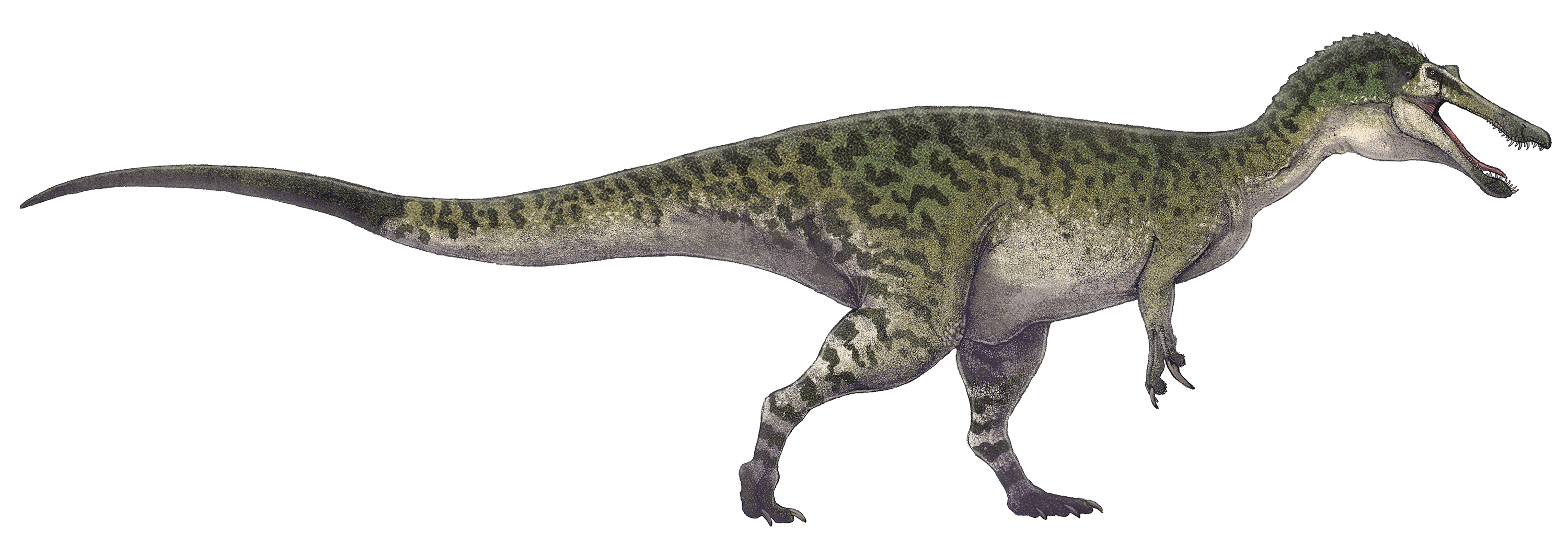
Az állat rekonstrukciója

A Baryonyx 7,5–10 méter hosszú és 2,5 méter magas lehetett. A testtömegét 1,2–1,7 tonnára becsülik. A legjobban megmaradt csontváz figyelmes tanulmányozása, arra utal, hogy a példány még nincs teljesen kifejlődve. Ennek következtében a Baryonyx nagyobbra is nőhetett.
A Baryonyxnak mindkét hüvelykujján volt egy-egy 25 centiméteres karom. A hosszú nyaka nem volt olyan S alakú, mint a többi Theropodának. A koponya éles szögben ült, nem 90 fokban, mint a legtöbb hasonló dinoszaurusznak. A hosszú állkapcsa krokodilszerű volt, és 96 fog ült benne; kétszer több, mint a rokonainak. Az alsó állkapocsban 64 fog helyezkedett el, míg a felső állkapocsban 32 fog ült. Lehet, hogy a pofavégen egy kis taréj helyezkedett el. A felső állkapocs egy éles szöget alkotott a pofavég közelében, ez látható a krokodiloknál is. Ez megakadályozza a halak szabadulását. Hasonló alkalmazkodás a gébicsféléknél is látható.

## Életmódja
A krokodilszerű állkapcsok és a sok finoman fűrészes fogak, arra utalnak, hogy a Baryonyx halevő volt. Ezt megerősíti az angliai példányban talált, Lepidotes hal csontjai és pikkelyei is.
Feltételezik, hogy a Baryonyx a part szélén ült, pihenve az erős hátsó lábán, várva, hogy egy hal ússzon a közelébe. Ezután a nagy karmával kikapta a halat a vízből. Ilyen módszert használ a mai grizzly medve is. A hosszú, de lehajló fej, megerősíti ezt az elméletet.
Míg fel nem fedezték a közeli rokonát, a Suchomimust, a Baryonyxt tartották az egyetlen halevő dinoszaurusznak. A Baryonyx csontváz mellett, Iguanodon csontokat is találtak. Egyesek szerint a Baryonyx dögökkel egészítette ki étlapját.

## Rendszerezése
Hasonlóság van a Becklespinax és a Baryonyx között, de az utóbbin nem találtak bizonyítékot, miszerint a nyaka hátsó részén lett volna tüske.
Egy másik krokodilszerű halevőt, 1998-ban írtak le, ez a Suchomimus, amely egy alcsaládban (Baryonychinae) van a Baryonyxszal. Újabban azt akarják, hogy a Suchomimus tenerensist nevezzék át Baryonyx tenerensisnek, a hátgerinc hasonlósága miatt. A Baryonychinae alcsalád a Spinosauridae családhoz tartozik, amely magába foglal más kréta kori óriásokat is, mint a Spinosaurust és az Irritatort, ezek Afrikában és Dél-Amerikában éltek. Valószínűleg a spinosaurusok Gondwanában jelentek meg és ott is fejlődtek ki különböző fajokká. Nyugat-Európába később, az Ibériai-félszigeten keresztül jutottak el.

## Felfedezése
A kora kréta alatt, Európa északi részét a Wealden tó borította. A magasabb helyekről induló üledékes síkságok és delták körülvették azt a helyet, ahol manapság London fekszik, és mindegyikük a nagy tóba ömlött.
A Baryonyxt ezekben a korábbi deltákban fedezték fel. 1983 januárjában egy William Walker nevű amatőr őslénykutató, rábukkant egy hatalmas karomra, amelynek egy része kiállt az agyagból. A hely, ahol a felfedezés történt, Smokejacks Pit, amely Wallis Woodhoz tartozik; a helység Ockleyban van, amely a Surrey megyei Dorking mellett található. Miután kiásta a karmot és néhány csontot, felhívta a londoni Natural History Museumot.
A csontváz szerencsére, eléggé jó állapotban volt, kiásását Alan J. Charig és Angela C. Milner vezette, akik a Natural History Museumnak dolgoznak. Ők 1986-ban kiadták a típusfaj, Baryonyx walkeri, leírását, és Walker felfedezőjéről nevezték el. A csontváz a londoni múzeumban látható. Körülbelül 70%-át találták meg, köztük a koponyát is, ami nagy segítséget nyújtott a paleontológusoknak a faj leírásához.
Néhány évre, az angliai felfedezés után, a spanyolországi Sala de los Infantes üledékben, amely Burgos tartományban van, egy hiányos koponyát találtak. A La Rioja-i híres és gazdag megkövesedett dinoszaurusz nyomok között, Baryonyx nyomok is vannak. Másik két karmot Nigériában találtak, egyet pedig a Wight-szigeten, 1996-ban. 1997 decemberében, egy Isle of Wight-i raktár, amelyben fosszíliákat tartottak, Baryonyx karral dicsekedett. Ezeket a maradványokat állítólag évtizedekkel ezelőtt ásták ki, a sziget délnyugati részén, és azóta a Carisbrooke kastélyban ültek leíratlanul.